# Ilyinski (oblast de Moscou)
Pour les articles homonymes, voir Ilinski (homonymie).
Ilyinski (en russe : Ильинский) est une commune urbaine située dans le raïon Ramenski (en) et l'oblast de Moscou, en Russie. Population : 10 279 (2010); 7 995 (2002) 8 450 (1989).